# Universidade Federal do Pará

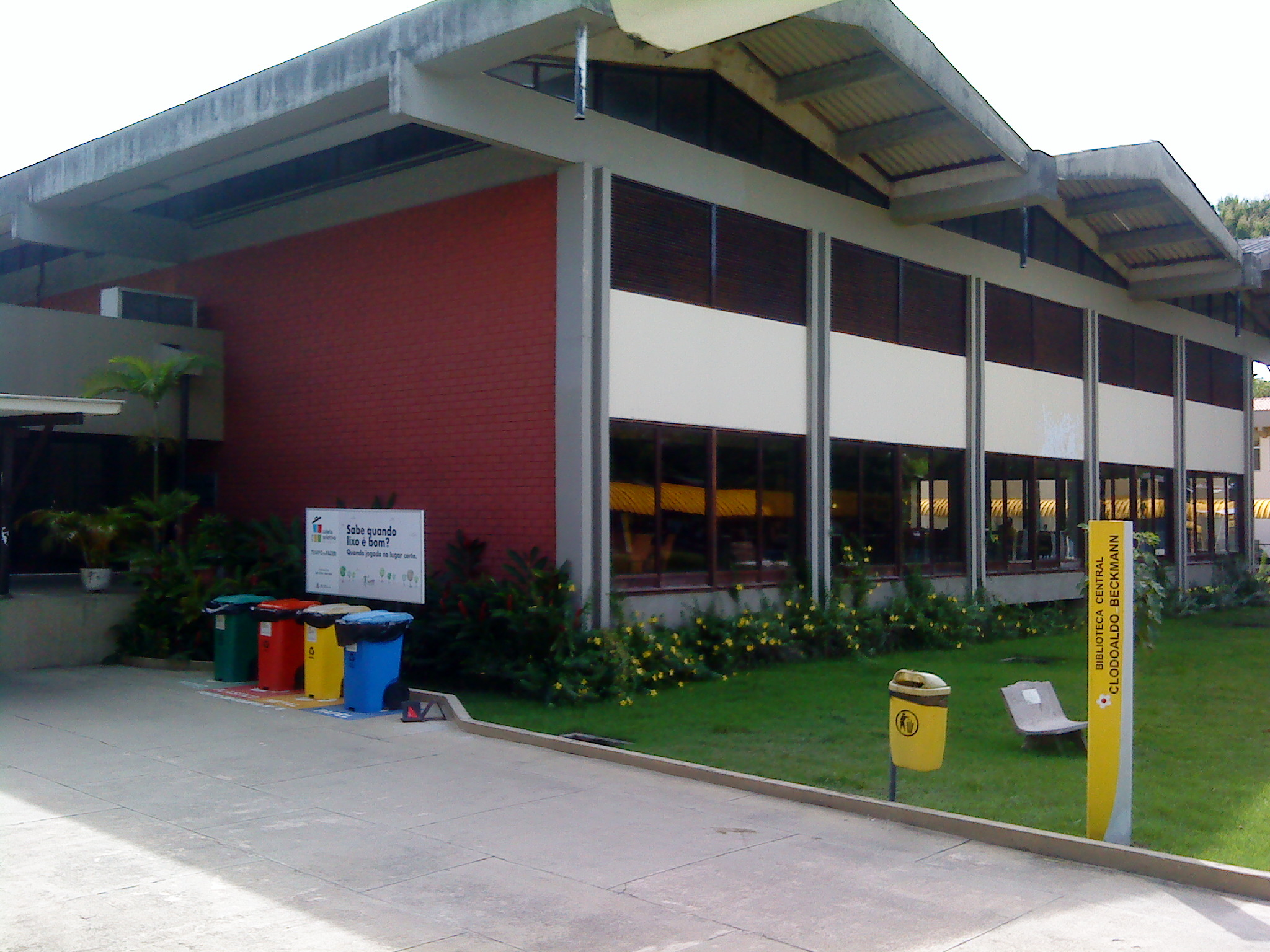
Universidade Federal do Pará, Zentralbibliothek

Die Universidade Federal do Pará (abgekürzt UFPA; auf Deutsch: Bundesuniversität von Pará) ist eine der vier bundesstaatlichen Universitäten im Bundesstaat Pará, Brasilien. Sie wurde am 2. Juli 1957 gegründet, der Hauptcampus befindet sich in Belém. Die UFPA unterhält weitere elf Campi in den Städten: Abaetetuba, Altamira,  Ananindeua, Bragança, Breves, Cametá, Capanema, Castanhal, Salinópolis, Soure und Tucuruí (Stand 2016).
An der UFPA waren 2018 über 64.000 Studierende eingeschrieben. Rektor war seit 2016 und bis 2020 der Verhaltensforscher und Doktor der Philosophie Emmanuel Zagury Tourinho. Tourinho wurde von Belegschaft und Studierenden im Juni 2020 wiedergewählt. Die Wahl wird offiziell als „Umfrage“ bezeichnet; die Ernennung liegt in der Hand des brasilianischen Präsidenten, der nicht an das Ergebnis der Umfrage gebunden ist und den Rektor aus einer durch das höchste Universitäts-Gremium vorgeschlagenen Liste von drei Kandidaten auswählt.
Mittelpunkt der Forschung sind Bereiche wie Genetik, Geowissenschaften und Neurowissenschaften.